# Majiméouni
Majiméouni es un pueblo francés de la comuna de Bouéni en Mayotte